# Богданович Олексій Володимирович
Олексі́й Володи́мирович Богдано́вич (нар. 23 березня 1963, Береза) — український актор театру і кіно. Лауреат Національної премії України імені Тараса Шевченка (1996), Народний артист України (2006).

## Життєпис
Народився 23 березня 1963 року в селі Березі Глухівського району на Сумщині. Найменший у великій родині (він має двох братів і сестер). Батько був економістом, мати працювала вихователькою в дитсадку.
Батьки хотіли, аби син вступив до медичного інституту. Проте він обрав Київський інститут театрального мистецтва імені Івана Карпенка-Карого, навчався на курсі у Леоніда Олійника. По закінченню у 1984 році інституту почав плідну працю у Національному академічному драматичному театрі імені Івана Франка, а згодом і в кіно.
Пройшов строкову службу у військах зв'язку.
Є членом Комітету з Національної премії України імені Тараса Шевченка (з грудня 2016).

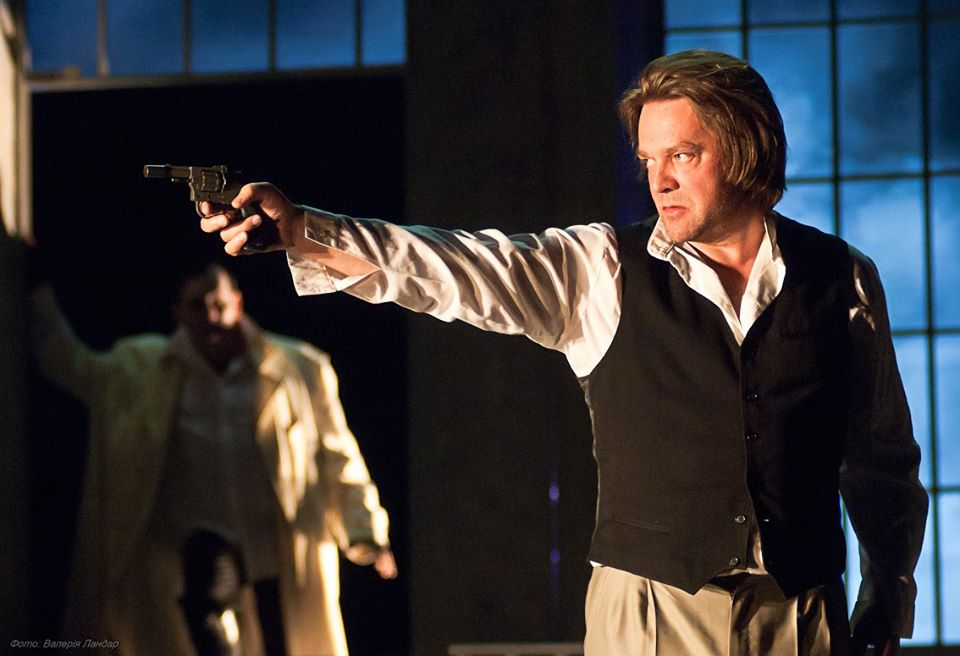
Олексій Богданович — Федір Протасов (Вистава «Живий труп», реж. Р. Мархоліа 2014 р.)

### Важливі дати
- 1984 — закінчив Київський театральний інститут; актор театру імені Івана Франка; перша роль у виставі «Трибунал»
- 1986 — перша кінороль у фільмі «Усе перемагає любов»
- 1989 — одружився з однокласницею
- 1996 — лауреат Національної премії України імені Тараса Шевченка
- 2006 — народний артист України
- 2018 — орден «За заслуги» III ступеня[3]

## Ролі

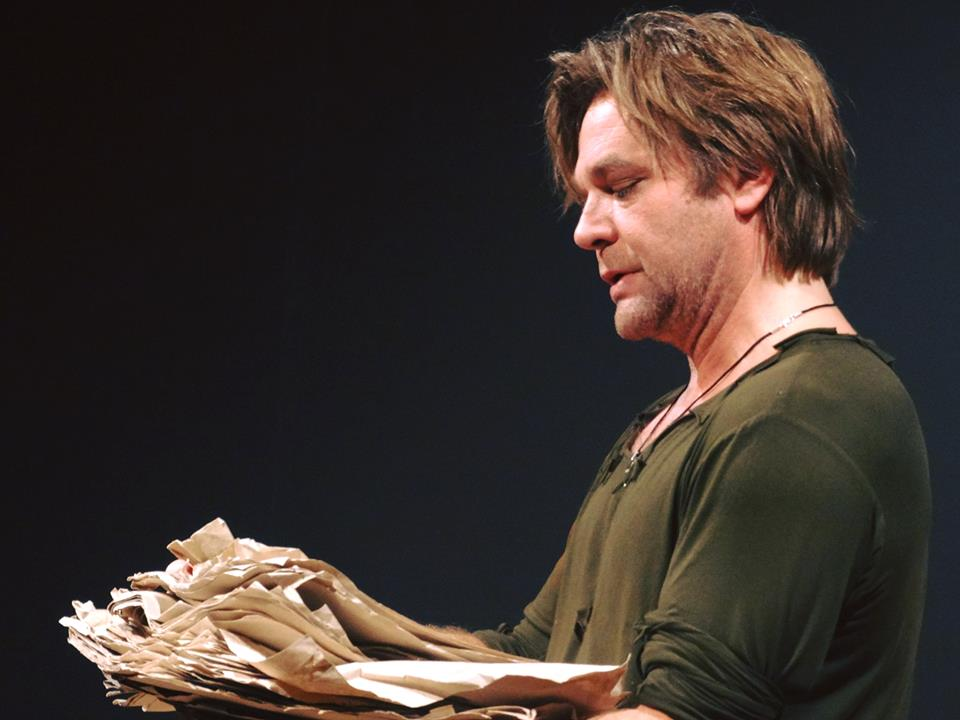
Олексій Богданович — Просперо (Вистава «Буря», реж. Сергій Маслобойщиков)

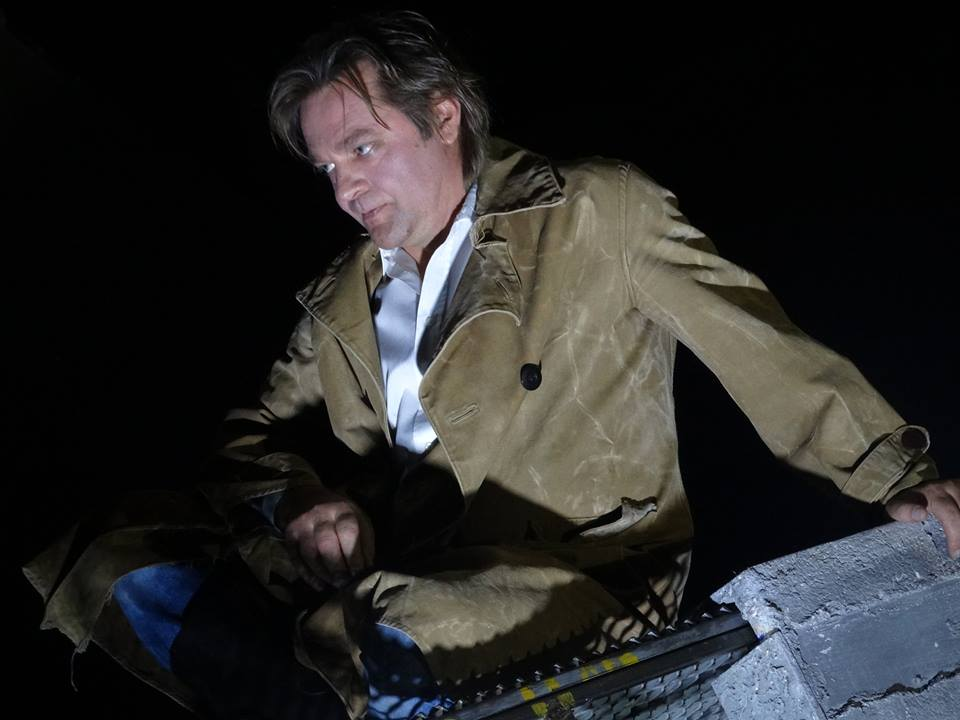
Олексій Богданович — Йоран Перссон (Вистава Ерік XIV, реж. С. Мойсеєв)

### Театр
- Володя — «Трибунал» А.Макайонока
- Олексій — «Кабанчик» В.Розова
- Паллант — «Енеїда» І.Котляревського
- Іван Бездомний — «Майстер и Маргарита» М.Булгакова
- Гриць — «Даринка, Гриць та нечиста сила» В.Бойка
- Федір — «Тев'є-Тевель» Г.Горіна
- Михась — «Гріх» В.Винниченка
- Гриць — «У неділю рано зілля копала» О.Кобилянської
- Ілько — «Патетична соната» М.Куліша
- Роман — «Сто тисяч» І.Карпенка-Карого
- Лукаш — «Лісова пісня» Лесі Українки
- Лірник — «Сни за кобзарем» Т.Шевченка
- Песик — «Стережися лева» Я.Стельмаха
- Дон Жуан — «З коханням не жартують» П.Кальдерона
- Король Артур — «Мерлін, або спустошена країна» Т.Дорста, У.Еллера
- Петруччо — «Приборкання норовливої» В.Шекспіра
- Едмунд — «Подорож у ніч» Ю.О'ніла
- Едгар — «Король Лір» В.Шекспіра
- Густав — «Бал злодіїв» Жана Ануя
- Принц Уельський — «Кін IV» Г.Горіна
- Граф — «Кохання у стилі бароко» Я.Стельмаха
- Чичиков — «Брате Чичиков» М.Гоголя
- Ксанф — «Езоп» Г.Фігейредо
- Тартюф — «Тартюф, або …» Ж. Б. Мольєра
- Людовик XIV — «Ех, мушкетери, мушкетери…» Є.Євтушенка
- Граф Альмавіва — «Весілля Фігаро» П.-О.Бомарше
- Іван Федорович — «Брати Карамазови» Ф.Достоєвського
- Жіль — «Маленькі подружні злочини» Е.-Е.Шмітта
- Подкольосін — «Одруження» м. Гоголя
- Преподобний Джонсон-і-Джонсон — «Гімн демократичної молоді» С.Жадана
- Просперо — «Буря» В.Шекспіра
- Протасов — «Живий труп» Л.Толстого
- Сірано — «Сірано де Бержерак» Е.Ростана
- Іван — «Безталанна» І. Карпенко-Карого
- Старий Догсборо — «Кар'єра Артуро Уї»
- Альфред Ілль — «Візит»

### Кіно
- «Все перемагає любов» (1986, режисер М. Мащенко);
- «Блакитна троянда (мінісеріал)» (1988, режисер О.Бійма);
- «Увійди в кожен будинок» (1989, режисер В. Ілляшенко);
- «Останній бункер» (1991, режисер В. Іллєнко);
- «Гріх» (1991, режисер О.Бійма);
- «Для домашнього огнища» (1992, режисер: Б. Савченко)
- «Обітниця» (1992, режисер В. Ільяшенко)
- «Єлісейські поля» (1993, режисер О. Левченко)
- «Розкол» (1993, режисер С. Колосов)
- «Викуп» (1994, режисер В.Балакшинов)
- «Злочин з багатьма невідомими» (1993, режисер О. Бійма);
- «Judenkreis, або Вічне колесо» (1996, режисер В. Домбровський);
- «Природа», із серіалу «Острів любові» (1996, режисер О. Бійма);
- «Приятель небіжчика» (1997, режисер В. Криштофович)
- «Прощання з Каїром» (2003, режисер О. Бійма);
- «Украдене щастя» (2004, режисер А. Дончик);
- «Вовчиця» (2006, режисери Б. Недич, О. Тараненко, С. Альошечкін)
- «П'ять хвилин до метро» (2006, режисер С. Альошечкін)
- «Мільйонер» (2012)
- «Остання роль Рити» (2012)
- «Папараці» (2016)
- «Казка старого мельника» (2020, режисер О. Ітигілов)

## Аудіокниги
- Юрій Винничук — «Весняні ігри в осінніх садах» (2005). Аудіокнига виробництва Мистецької агенції «Наш Формат» (2011, продюсування — Сергій Куцан, звукорежисура — Володимир Муляр).

## Нагороди
- Володар чотирьох премій «Київська пектораль» у категорії «За краще виконання чоловічої ролі»:
  - за роль Чичикова — вистава «Брате Чичиков», реж. Олександр Дзекун (2000)
  - за роль Івана Карамазова — вистава «Брати Карамазови», реж. Юрій Одинокий (2004)
  - за роль Федора Протасова — вистава «Живий труп», реж. Роман Мархоліа (2014)
  - за роль Альфреда — вистава «Візит», реж. Давид Петросян (2023)
- Номінант на премію «Київська пектораль» у категорії «За краще виконання чоловічої ролі» за роль Просперо у виставі «Буря» (реж. Сергій Маслобойщиков, 2010). Номінант на цю ж премію у категорії «За краще виконання чоловічої епізодичної ролі / ролі другого плану» за ролі Людовика та Маски у виставі «Ех, мушкетери, мушкетери…» (реж. Дмитро Чирипюк та Петро Ільченко, 2003)[4].
- Володар премії «Людина року»-2004.
- Орден «За заслуги» III ступеня[5]